# Per Kristian Bråtveit
Per Kristian Bråtveit, né le 15 février 1996 à Haugesund en Norvège, est un footballeur international norvégien qui évolue au poste de gardien de but à l'Odds BK.

## Biographie

### FK Haugesund
Natif de Haugesund en Norvège, Per Kristian Bråtveit passe par des équipes de sa ville natale, tout d'abord le SK Djerv 1919, avant de rejoindre le FK Haugesund. C'est avec ce club qu'il fait ses débuts en professionnels. Il joue son premier match le 7 mai 2014, lors d'une rencontre de Coupe de Norvège remportée par son équipe face au FK Vidar (en) (2-3). Il joue son premier match dans le Championnat de Norvège le 9 juin de la même année, lors de la défaite de son équipe sur la pelouse de Strømsgodset IF (2-1). Il est tout d'abord remplaçant et c'est au cours de l'année 2015 qu'il obtient une place de titulaire indiscutable.

### Djurgårdens IF
Le 19 décembre 2018, Per Kristian Bråtveit signe en faveur de Djurgårdens IF, juste avant le début de la nouvelle saison. Il vient pour remplacer Andreas Isaksson, parti à la retraite. Bråtveit part donc dans la peau d'un titulaire et il fait ses débuts sous ses nouvelles couleurs le 1er avril 2019 face au GIF Sundsvall, lors de la première journée de la saison 2019 en Allsvenskan. Ce jour-là Djurgårdens fait match nul (2-2).

### Prêts et départs de Djurgårdens
Bråtveit rejoint le FC Groningue en janvier 2021 sous forme de prêt avec option d'achat.
Le 4 juillet 2022, Bråtveit quitte définitivement Djurgårdens et s'engage en faveur du Vålerenga.
Sans avoir joué le moindre match avec Vålerenga, Bråtveit quitte le club dès le 25 août 2022, s'engageant avec le club danois de l'AGF Aarhus, où il devient la doublure de Jesper Hansen.

### Odds BK
Le 1er août 2023, Per Kristian Bråtveit fait son retour en Norvège en s'engageant en faveur de l'Odds BK. Il signe un contrat courant jusqu'à la fin de l'année et vient notamment pour remplacer l'habituel titulaire à Odds, le suédois Leopold Wahlstedt.

### En sélection
Per Kristian Bråtveit fête sa première sélection avec l'équipe de Norvège espoirs face à la Belgique le 17 novembre 2014, en match amical. Lors de cette partie la Norvège s'incline lourdement (4-0).
Le 18 novembre 2020, Per Kristian Bråtveit honore sa première sélection avec l'équipe nationale de Norvège face à l'Autriche. Il est titularisé et les deux équipes se séparent sur un match nul (1-1).

## Palmarès
- Djurgårdens IF
  - Champion de Suède en 2019